# Lily Wahlsteen
Lily Evita Wahlsteen, född 31 maj 2006 i Stockholm, är en svensk barnskådespelare och musikalartist.

## Biografi
Lily Wahlsteen, som är dotter till Jimmy Wahlsteen och Anna Sahlin, har medverkat i ett flertal produktioner på scen och film, däribland som "Siri" i Min bror kollokungen på SVT Barnkanalen (2015), som dottern "Linnea Vik" till Melinda Kinnamans huvudperson i TV 4:s tv-serie Modus (2015–2017) och som "Sunes" flickvän "Sofie" i filmen Sune vs Sune (2018), Sune Best Man (2019) och Sune Uppdrag Midsommar (2021). I SF-produktionen av Nelly Rapp - Monsteragent spelar Lily rollen som monstret Roberta i en av filmens ledande biroller. Filmen belönades med flera Guldbaggepriser för bland annat bästa mask. Under våren 2021 släpptes CMore:s version av Bert i en kritikerrosad TV-serie. Lily spelar en av huvudrollerna som den punkiga K-poptjejen Tora.   
Lily Wahlsteen har även haft huvudroller på scenen. 
På Kulturhuset Stadsteatern spelade hon "Jiris syster" i Astrid Lindgrens Mio min Mio (2016–2017) och därpå huvudpersonen "Alison" som barn i musikalen Fun Home (2017). Under 2018–2019 spelade hon titelrollen i musikalen Annie på Nöjesteatern i Malmö och Lorensbergsteatern i Göteborg, där även hennes mor medverkade. 
I samband med högtidlighållandet av FN:s barnkonventions 25-årsjubileum i november 2014 var Lily Wahlsteen en av de tillfälliga nyhetspresentatörerna i TV 4:s Nyhetsmorgon. 2016 tävlade hon i SVT Barnkanalens melodifestival Supershowen med Jackson Fives "Rockin' Robin".
Hon har dessutom gjort svenska röster till ett flertal animerade filmer och tv-serier, bland annat Kung Fu Panda 3, Vampyrina och Scooby Doo i vilda västern.

## Filmografi
- 2015–2016 – Min bror kollokungen (TV-serie)
- 2015–2017 – Modus (TV-serie)
- 2016 – Syrror (TV-serie)
- 2016 – Kung Fu Panda 3 (röst)
- 2018 – Sune vs Sune
- 2019 – Sune – Best Man
- 2020 – Nelly Rapp – Monsteragent
- 2021 – Bert (TV-serie)
- 2021 – Sune – Uppdrag midsommar
- 2021 – Baby-bossen 2: Familjeföretaget (röst)
- 2021–2022 – Otajmat (TV-serie)
- 2022 – Karma & Jonar (röst)
- 2024 – Tabitas tattoo (TV-serie)
- 2024 – Super-Charlie (röst)
- 2025 – Genombrottet (TV-serie)

## Teater
- 2016–2017 – Mio min Mio
- 2017 – Fun Home
- 2018–2019 – Annie
- 2023 – Peter Pan går åt helvete